# 마제스코 엔터테인먼트
마제스코 엔터테인먼트(영어:Majesco Entertainment)는 미국의 비디오 게임을 만드는 기업이다. 뉴저지주의 헤이즐렛에 본사가 위치하고 있다.

## 설명
마제스코 엔터테인먼트 컴퍼니(구 마제스코 세일스 인크)는 뉴저지주의 헤이즐렛에 본사를 둔 미국의 비디오 게임 퍼블리셔 및 유통업체이다. 이회사는 1986년에 뉴저지주 에디슨에서 마제스코 세일스로 설립되었으며 역합병 인수로 운영되지 않는 회사인 커넥티브코프를 인수하여 2003년 12월 5일에 자회사가 되어 상장 기업이 될 때까지 비상장 회사였다. 커넥티브코프는 이후인 2004년 4월 13일 마제스코 홀딩스 인크로 이름을 변경했다. 2016년 12월 1일에 마제스코 엔터테인먼트는 생명공학기술을 연구하는 기업인 폴라리티테 인크에 의해 또 다른 역 합병 인수로 인수되었으며 이로 인해 2016년 12월 8일에 모든 비디오 게임 운영을 공식적으로 중단했다. 2017년 중반에 CEO인 제시 서튼(Jesse Sutton)은 경영권 인수를 통해 회사를 재인수하고 비상장 기업으로 계속 운영했다. 2018년 1월 15일에 리퀴드 미디어 그룹은 마제스코 인수를 발표했다.

## 같이 보기
- 비디오 게임
- 기업